# Ludolf Adolf Emil Paris
Ludolf Adolf Emil Paris (* 9. Januar 1821 in Berlin; † 16. März 1888) war ein deutscher Reichsgerichtsrat.

## Leben
1845 wurde er auf den preußischen Landesherrn vereidigt. 1853 wurde er Stadt- und Kreisrichter. 1868 wurde er Appellationsgerichtsrat. 1877 wurde er Obertribunalsrat beim Preußischen Obertribunal. 1879 wurde er Kammergerichtsrat und war an den II. Hilfssenat des Reichsgerichts abgeordnet. 1881 wurde er als Reichsgerichtsrat an das Reichsgericht in den V. Zivilsenat berufen. 1885 trat er in den Ruhestand.